# Sitio de Saraqusta (778)
El asedio de Zaragoza de 778 formó parte del intento de Carlomagno, aliado con los valís yemeníes de la Marca Superior, de conquistar los territorios hispánicos de Abd-ar-Rahman I ad-Dàkhil.

## Antecedentes
La escuadra de Abd al-Rahman ibn Habib al-Fihri, encargado por el califa de Damasco para parlamentar con Sulayman ibn Yaqdhan, sublevado contra el emir Abd-ar-Rahman I ad-Dakhil y del que se quería apoyo para Damasco, desembarcó en la Cora de Tudmir con el beneplácito de Atanagildo de Tudmir. Sin conseguir el apoyo, en su retirada la flota fue incendiada y sus fuerzas rodeadas en unas montañas cercanas a Valencia tras hacer estragos por la comarca más de un año. Mientras, la cora perdía su estatus especial y el territorio fue ocupado por los omeyas exiliados.
Carlomagno emprendía mientras una serie de agresivas campañas militares destinadas a expandir sus fronteras. De este modo sometió los lombardos y los hizo desaparecer de la Historia. En Alemania, sometió los sajones, y trajo la guerra hasta Hungría, donde destruyó los ávaros afincados en Panonia.
Cuando creyó que los sajones estaban definitivamente sometidos, aceptó la oferta de Sulayman ibn Yaqdhan, valí de Madinat Barshiluna, y Abu Tawr, valí de Wasqa, que en la Dieta de Paderborn ofrecieron sus territorios a cambio de apoyo militar en una nueva revuelta contra Abd ar-Rahman I. Este golpe tenía como objetivo restaurar el poder del califato abbasí en al-Ándalus.

## El asedio
Dos ejércitos se encontraron a Saraqusta en 778. El primero, con tropas neustrías que atravesaron el Pirineo occidental, y el segundo, compuesto por austríacos, lombardos y burgundios que habían atravesado el Pirineo oriental capturando Pamplona y Madinat Barshiluna (donde se unieron las tropas de Sulayman al-Arabí). 
Hussayn ibn Yahya al-Ansarí no estaba dispuesto a entregar Zaragoza a los francos y cuando Carlomagno llegó ante la ciudad en 778 se negó a abrir las puertas y alegó que él, personalmente, no había prometido nada. Cómo Saraqusta no se sometió fue asediada pero Carlomagno tuvo que marchar de la península ibérica para controlar una rebelión de los sajones. El emperador tomó como rehenes a algunos de los aliados que lo habían informado mal, entre ellos Sulayman a -Arabí. Dejó el tributo recaudado y los prisioneros con Hruodland, Prefecto del Marqués de Bretaña, y la retaguardia, mientras el grueso del ejército se apresuraba hacia el Rin.

## Consecuencias
En la retirada, Matruh y Ayxun, los hijos de Sulayman a -Arabí, pudieron rescatarlo y volver a Madinat Barshiluna. A pesar de ello, Sulayman murió finalmente a manos de Hussayn ibn Yahya al-Ansarí. 
Carlomagno hizo derribar las murallas de Pamplona, cosa que irritó a los vascos y causó un ataque a los francos en el paso de Orreaga, (batalla de Roncesvalles), única gran derrota de los ejércitos de Carlomagno. Los vascos con mal armamento tomaron ventaja del terreno y destruyeron la retaguardia franca.
Hussayn ibn Yahya al-Ansarí se mantuvo rebelde hasta en 781, cuando el emir de Córdoba atacó la ciudad con un poderoso ejército comandado por Thalaba ibn Ubayd y le obligó a someterse. A cambio de jurar lealtad, Hussayn conservó el cargo. La frontera franca se fue expandiendo lentamente hasta que en 795 se creó la marca hispánica uniendo los condados de Gerona, Cardona, Osona y Urgel, dentro del ducado de Septimania.